# Конфедерація гірських народів Кавказу
Конфедерація гірських народів Кавказу (КГНК) — воєнізована політична організація на Кавказі, що діяла в період до розпаду Радянського Союзу і після, між 1989 і 2000 роками. Вона відіграла вирішальну роль у війні 1992—1993 років в Абхазії, зібравши бойовиків з північнокавказьких республік. Грузія звинуватила ці сили у скоєнні воєнних злочинів, у тому числі в етнічних чистках грузинів. Конфедерація неактивна з часу вбивства її другого лідера, Юсупа Сосланбекова, у 2000 році.

## Учасники
На III з'їзді основним рішенням стало те, що суб'єктами є не республіки, а народи, що входять до Конфедерації: абазини, абхази, аварці, адиги (черкеси, кабардинці), чеченці, балкарці, даргинці, карачаївці, кумики, лезгини, лакці, осетини.

## Історія
Вперше подібна організація виникла 1917 року, коли було створено Союз об'єднаних горян Кавказу. А 11 травня 1918 року проголошено Гірську республіку, до якої увійшли республіки Північного Кавказу та Абхазія.
Торішнього серпня 1989 року представники кавказьких національних рухів провели Сухумі I з'їзд народів Кавказу, де створили Асамблею гірських народів Кавказу. З 13 на 14 жовтня 1990 року пройшов II з'їзд горян Кавказу в Нальчику. На ньому було оголошено, що організація є правонаступницею Гірської республіки. На минулому 1-2 листопада 1991 року III з'їзді в Сухумі представники дванадцяти народів підписали Договір і ухвалили Декларацію про конфедеративний союз гірських народів Кавказу, а також вирішили сформувати Кавказький парламент, Третейський суд, Комітет оборони, інші структури, а також визначили столицю Абхазії м. Сухумі як штаб-квартиру Конфедерації. Конфедерація гірських народів Кавказу визначила саму себе як «суверенне національно- державне утворення».
Російська Федерація виявила настороженість стосовно КГНК, оскільки побоювалася початку процесу відокремлення Північного Кавказу від Росії з урахуванням цієї організації. Передумовами таких побоювань стали присутність на з'їздах КГНК представників президента Грузії Звіада Гамсахурдії, яким було заявлено про право Грузії увійти до КГНК, а також прагнення генерала Джохара Дудаєва, обраного у жовтні 1991 року президентом Чеченської Республіки Ічкерія, створити незалежну чеченську державу. Ще сильніше пристрасті розпалися восени 1991 року, коли Гамсахурдіа і Дудаєв стали обговорювати проект Кавказької Конфедерації, в якій Абхазії відводилася, за словами Дудаєва, особлива роль Кавказької Швейцарії. Подібні ініціативи стали суттєвим аргументом на користь підтримки Росією Шеварднадзе, більш стурбованого територіальною цілісністю Грузії, ніж панкавказькими проектами.
У грузино-абхазькому конфлікті озброєні загони Конфедерації підтримали абхазьку сторону, зробивши свій внесок у перемогу Абхазії у війні 1992—1993 років.
У вересні 1992 року на вимогу Грузії, яка хотіла вжити рішучих заходів проти КГНК, російська прокуратура санкціонувала арешт Президента Конфедерації М. М. Шанібова. Після мітингів на його підтримку на Північному Кавказі, Шанібова звільнили в м. Ростов-на-Дону.

### Ставлення до чеченського конфлікту
Після війни в Абхазії КНК більше не виступала прямо від свого імені в наступних військових конфліктах. В кінці 1994 року прибув у Москву в складі делегацій представників кавказьких народів віце-президент Конфедерації народів Кавказу. Представник КНК Жантемір Мухамедович Губачіков виступив на засіданні Державної Думи із заявою, в якій засудив агресію проти Чечні та закликав до визнання прав кавказьких народів та переговори з обраними лідерами, зокрема з Дудаєвим.
Під час війни в Чечні, що почалася в 1994 році, КНК не стала на бік Дудаєва, обмежившись закликами до миру, проте ряд польових командирів (у тому числі Шаміль Басаєв) взяли участь у війні на боці Ічкерії.

### Теперішній час
Юсуп Сосламбеков, наступний після Шанібова Президент Конфедерації, 1996 року провів «відновлювальний з'їзд», проте реанімувати структуру не вдалося.
Нині Конфедерація народів Кавказу продовжує своє існування, але не відііграє істотної ролі у поточній політичній ситуації. У березні 2007 року в Москві пройшов установчий з'їзд Російського конгресу народів Кавказу (РКНК), де було позначено основну мету організації — захист інтересів кавказців через своїх представників у федеральних органах влади Росії. На думку Голови іншої «Конфедерації народів Кавказу» Заалу Касрелішвілі, Конфедерацію міських народів опікується російським Головним розвідувальним управлінням.